# Орловский район (Ростовская область)
Орло́вский райо́н — административно-территориальная единица (район) и муниципальное образование (муниципальный район) в составе Ростовской области Российской Федерации.
Административный центр — посёлок Орловский. Расстояние до Ростова-на-Дону — 250 км.

## История
В начале XX века в Сальском округе Области Войска Донского располагалось 15 казачьих станиц. В 1909 году Войсковой круг в Новочеркасске принял решение о выделении более 400 десятин земли для малоземельных казаков и основании новых хуторов и станиц. Среди новообразованных поселений была и станица Орловская, возникшая в 1910 году. Все поселения были названы в честь прославленных казаков. Станица Орловская получила имя войскового атамана Василия Петровича Орлова. Казаки-переселенцы пользовались льготами и получали материальную поддержку от Войска Донского.
Казаки-переселенцы из всех недавно образованных станиц пользовались льготами и получали материальную поддержку от Войска Донского. По данным на 1 марта 1915 года на территории Орловского военного поселения проживало 15 тысяч человек, из них более 4 тысяч ― в самой станице Орловской.
До революции 1917 года территория района входила в состав Сальского округа Области войска Донского.
В 1919 году местные станицы стали ареной кровопролитных сражений с участием белых и красных войск, результатом которых стало занятие территории конным корпусом С. М. Будённого.
Орловский район как муниципальное образование основан 28 декабря 1934 года.
В результате нового административного деления в 1924 году был образован Орловский район, который затем в 1926 году был упразднён. В 1935 году район вновь был восстановлен, а в 1963 году упразднялся ещё раз. Решением Ростовского облисполкома 16 октября 1962 года станица Орловская получила статус рабочего посёлка, что было обусловлено ростом численности рабочего населения, доля которого в посёлке к тому времени превысила 50 %. Окончательно сам район был восстановлен в ноябре 1965 года.

## География
Район расположен в юго-восточной части Ростовской области и граничит с севера с Мартыновским и Зимовниковским районами Ростовской области, с востока с Ремонтненским районом Ростовской области, с юга с Республикой Калмыкия, с юго-запада и запада с Пролетарским районом Ростовской области.
Район расположен на стыке двух почвенных зон — чернозёмной и каштановой.

## Население
| 1939    | 1959    | 1970    | 1979    | 1989    | 2002    | 2009    | 2010    | 2011    |
| ------- | ------- | ------- | ------- | ------- | ------- | ------- | ------- | ------- |
| 48 730  | ↘35 043 | ↗38 487 | ↘38 083 | ↗39 386 | ↗41 768 | ↘40 315 | ↗40 894 | ↘40 763 |
| 2012    | 2013    | 2014    | 2015    | 2016    | 2017    | 2018    | 2019    | 2020    |
| ↘40 280 | ↘39 932 | ↘39 546 | ↘39 118 | ↘38 650 | ↘38 078 | ↘37 650 | ↘37 096 | ↘36 776 |
| 2021    |         |         |         |         |         |         |         |         |
| ↘33 029 |         |         |         |         |         |         |         |         |

Национальный состав
По итогам переписи населения 2020 года проживали следующие национальности (национальности менее 0,1 % и другое см. в сноске к строке «Другие»):
| Национальность | Численность, чел. | Доля     |
| -------------- | ----------------- | -------- |
| Русские        | 29 028            | 89,75 %  |
| Чеченцы        | 1237              | 3,82 %   |
| Даргинцы       | 412               | 1,27 %   |
| Аварцы         | 287               | 0,89 %   |
| Армяне         | 254               | 0,79 %   |
| Казахи         | 174               | 0,54 %   |
| Украинцы       | 109               | 0,34 %   |
| Татары         | 101               | 0,31 %   |
| Цыгане         | 58                | 0,18 %   |
| Турки          | 48                | 0,15 %   |
| Другие         | 635               | 1,96 %   |
| Итого          | 32 343            | 100,00 % |

## Административное деление
В состав Орловского района входят 11 сельских поселений:
1. Волочаевское сельское поселение (посёлок Волочаевский; посёлок Маныч; посёлок Правобережный; посёлок Рунный; посёлок Стрепетов; посёлок Чабрецы)
2. Донское сельское поселение (хутор Гундоровский; хутор Донской; хутор Ребричанский; хутор Романовский; хутор Шалгаков)
3. Каменно-Балковское сельское поселение (хутор Каменная Балка; хутор Греков; хутор Журавлев; хутор Комарьков; хутор Красное Знамя; хутор Лагерный; хутор Малая Каменка; хутор Нижнеталовый; хутор Орден Ленина; хутор Троицкий)
4. Камышевское сельское поселение (хутор Камышевка; хутор Новоегорлыкский; хутор Таловый; хутор Тарасов; хутор Чернозубов)
5. Красноармейское сельское поселение (посёлок Красноармейский; хутор Верхнетавричанский; хутор Ленинский; хутор Нижневерхоломовский; хутор Нижнетавричанский; хутор Раздорский; хутор Русский; хутор Садовый; хутор Старопесчаный; хутор Токмацкий; хутор Широкий)
6. Курганенское сельское поселение (хутор Курганный; хутор Верхневодяной; хутор Нижнеантоновский; хутор Терновой)
7. Луганское сельское поселение (хутор Быстрянский; хутор Кундрюченский; хутор Курмоярский; хутор Луганский; посёлок Разъезд Куреный)
8. Майорское сельское поселение (хутор Майорский; хутор Ермаков; хутор Красный Октябрь; хутор Успенский)
9. Орловское сельское поселение (посёлок Орловский)
10. Островянское сельское поселение (хутор Островянский; хутор Андрианов; хутор Большевик; хутор Верхнезундов; хутор Веселый; хутор Нижнезундов)
11. Пролетарское сельское поселение (хутор Пролетарский; хутор Львов; хутор Николаевский; хутор Черкесский)

## Местное самоуправление
Председатели собрания депутатов
- Михалюк Виктор Иванович
- с 26 марта 2015 года — Канатова Валентина Егоровна[23]

Главы администрации
- Лопатько Юрий Павлович
- с 26 марта 2015 года — Харенко Юрий Викторович

## Экономика
Основу экономики составляют сельскохозяйственное производство с перерабатывающей промышленностью, сельскохозяйственное машиностроение, производство стеновых материалов, дорожное строительство, научно-исследовательская работа, железнодорожные, автомобильные перевозки.

## Достопримечательности
- Мемориал павшим воинам и братская могила 1943 года в посёлке Орловский[24]. В братской могиле у мемориала похоронено 1119 человек имена 185 известны. Здесь ранее были установлены деревянные обелиски с красной звездой. В 1954 году установили памятник, с фигурой солдата в полный рост. Через 16 лет памятник демонтировали и установили железобетонную плиту с надписью «Здесь похоронены офицеры и солдаты, павшие смертью храбрых при освобождении станицы Орловской». В 1973 году был открыт мемориал павшим в боях солдатам и офицерам.
- В Орловском районе находится около 150 памятников памятников археологии, состоящих на государственной охране. Среди них: Курганная группа «Черкесский», Курган «Орловский I», Курган «Нижнетаврический I», Курган «Красноармейский I» и др[25].
- Памятник воинам-освободителям посёлка — пушка на постаменте в посёлке Орловский.
- Церковь Рождества Пресвятой Богородицы в посёлке Орловский.
- Мемориал павшим воинам и землякам на братской могиле воинов погибших в январе 1943 года в боях за хутор Ребричанский (195). Здесь покоится прах 253 воинов[26].
- Мемориал воинам-односельчанам в хуторе Курганный[27]. Расположен в сквере около сельского Дома культуры. Представляет собой две стоящие с наклоном стелы с надпиcью: «Никто не забыт, ничто не забыто». У основания памятника установлена плита с именами погибших односельчан в годы Великой Отечественной войны.

Памятники археологии Орловского района:
- Курганная группа «Черкесский I» (2 кургана).
- Курганная группа «Черкесский I» (2 кургана).
- Курганная группа «Курганный I» (2 кургана).
- Курганная группа «Курганный I» (2 кургана).
- Курганная группа «Нижнеантоновский III» (13 курганов).

Всего на учёте в Орловском районе Ростовской области находится 150 памятников археологии.